# Báetán mac Cairill
Báetán mac Cairill, († 581), est un  roi du Dál Fiatach et d'Ulaid, de 572 jusqu'à sa mort. Selon certaines sources, il est également pendant cette période un prétendant au titre d'Ard ri Erenn.

## Origine
Báetán  est le fils de Cairell mac Muiredaig Muinderg († 532) et le frère de Demmán mac Cairill († 572), précédent roi d'Ulaid.

## Règne
Báetán cherche à imposer son autorité sur le Dál Riata en Écosse et sur l'île de Man. Les généalogistes médiévaux d'Ulster le décrivent comme « rí Érenn ocus Alban ou  rig h-Erenn & Alban  » (i.e: roi d'Irlande et d'Écosse), et dans un poème aujourd'hui disparu il est indiqué qu'il reçoit aussi un tribut du Munster, Connaught, de Skye et l'île de Man. C'est probablement cette surestimation de son pouvoir et de sa signification qui le font considérer tardivement comme un Ard Ri  Érenn par la postérité plus que par ses contemporains
Báetán est en effet réputé avoir obligé le  royaume de Dál Riata à lui payer tribut à Rinn Seimne sur  l'île de Magee  près de Larne, dans le moderne comté d'Antrim en  574 ou au début de 575. Áedán mac Gabráin semble être le roi concerné et les sources d'Ulster  précisent que  Báetán lève également un tribut sur  l'Écosse.
Le pouvoir de Báetán peut être mieux apprécié si l'on analyse les  réactions de ses  ennemis  Áed mac Ainmerech  roi Uí Néill du Nord et Áedán mac Gabráin du Dál Riata. En 575, à Druim Cett, ils concluent tous deux une alliance sous le patronage du futur saint Columba, un membre du Cenél Conaill  qui comme Áed, s'oppose à la volonté de Báetán d'augmenter son pouvoir en étendant  l'influence du Dál Fiatach  au-delà de l'Irlande.
Les Annales d'Ulster relèvent deux  expéditions de l'Ulaid vers l'île de Man en 577 et en  578  quand  Báetán impose son autorité sur l'île. En 582 sans doute après la mort de Báetán, ces mêmes Annales rapportent la prise de contrôle de Man par Áedán mac Gabráin.
Báetán ne parvient pas à ses fins, mais il n'est pas le dernier roi d'Ulaid à chercher à étendre ses conquêtes ou à trouver des  alliances outremer. Fiachnae mac Báetáin du Dál nAraidi  suit son exemple vers 620 et Congal Cáech après 630.

## Union et Postérité
Báetán avait épousé Cumne Dub fille de Furudrán mac Becc († 645) des Ui Thuirtri (une tribu d'Airgialla à l'ouest du Lough Neagh dans le moderne comté de Tyrone)  avec qui il avait conclu une alliance. Les descendants de Báetán n'occupèrent pas ensuite la royauté qui devint le monopole de ceux de son frère le Clan Demmáin. Ses fils sont tués par leur cousin Máel Dúin mac Fiachnai. Cet événement est relevé en  605 lorsqu'il est précisé qu'ils sont tués par leur frère utérin.

## Sources
- (en) Cet article est partiellement ou en totalité issu de l’article de Wikipédia en anglais intitulé « Báetán mac Cairill » (voir la liste des auteurs), édition du 16 avril 2012.
- Annales d' Ulster  sur University College Cork
- Annales de Tigernach  sur University College Cork
- (en) Adomnán, Life of St Columba, tr. & ed. Richard Sharpe. Penguin, London, 1995.  (ISBN 0-14-044462-9)
- (en) Francis John Byrne, Irish Kings and High-Kings, Four Courts Press, Dublin, réédition 2001.  (ISBN 1851821961)
- (en) Ó Cróinín, Dáibhí, Early Medieval Ireland: 400–1200. Longman, London, 1995.  (ISBN 0-582-01565-0)
- (en) Dáibhí Ó Cróinín (2005), A New History of Ireland, Volume One, Oxford: Oxford University Press
- (en) Charles-Edwards, T. M. (2000), Early Christian Ireland, Cambridge: Cambridge University Press,  (ISBN 0-521-36395-0)
- (en) Gearóid Mac Niocaill, Ireland before Vikings, Dublin, Gill & Macmillan, 1972 (ISBN 0-71710-558-X), p. 155 Rulers of Ulidia: the Dál Fiatach
- (en) Edel Bhreathnach (sous la direction) The Kingship and landscape of Tara.Four Courts Press for The Discovery Programme Dublin (2005), p. 194 & Table 7: « Dál Fiatach » p. 352-353

## Ligne externes
- CELT: Corpus of Electronic Texts at University College Cork
  - Le Corpus of Electronic Texts inclut  les Annales d'Ulster, Annales de Tigernach, Annales des quatre maîtres les Annales d'Innisfallen, le Chronicon Scotorum, le Lebor Bretnach, des généalogies, et diverses Vies de saints. avec leur traduction en anglais.
- (en) Dictionary of Irish Biography article de Darren McGettigan & Ailbhe Mac Shamhrain, Báetán